# Kanton Compiègne-Sud-Est
Der Kanton Compiègne-Sud-Est war bis 2015 ein französischer Kanton im Arrondissement Compiègne, im Département Oise und in der Region Picardie; sein Hauptort war Compiègne. Vertreter im Generalrat des Départements war zuletzt von 2001 bis 2015 Bertrand Brassens (PS).

## Gemeinden
Der Kanton bestand aus vier Gemeinden und einem Teil der Stadt Compiègne (angegeben ist die Gesamteinwohnerzahl der Stadt, im Kanton lebten etwa 9.900 Einwohner).
| Gemeinde            | Einwohner Jahr | Fläche km² | Bevölkerungsdichte | Code INSEE | Postleitzahl |
| ------------------- | -------------- | ---------- | ------------------ | ---------- | ------------ |
| Compiègne           | 40.430 (2013)  | –          | – Einw./km²        | 60159      | 60200        |
| Lacroix-Saint-Ouen  | 4.334 (2013)   | 20,83      | 208 Einw./km²      | 60338      | 60610        |
| Saint-Jean-aux-Bois | 295 (2013)     | 25,21      | 12 Einw./km²       | 60579      | 60350        |
| Saint-Sauveur       | 1.598 (2013)   | 16,5       | 97 Einw./km²       | 60597      | 60320        |
| Vieux-Moulin        | 626 (2013)     | 17,65      | 35 Einw./km²       | 60674      | 60350        |